# Barbazan-Debat
Barbazan-Debat är en kommun i departementet Hautes-Pyrénées i regionen Occitanien i sydvästra Frankrike. Kommunen ligger i kantonen Séméac som tillhör arrondissementet Tarbes. År 2022 hade Barbazan-Debat 3 495 invånare.

## Befolkningsutveckling
Antalet invånare i kommunen Barbazan-Debat
| Referens: INSEE |